# Marysia i Napoleon
Marysia i Napoleon – polska komedia kostiumowa z 1966 roku w reżyserii Leonarda Buczkowskiego. Film jest adaptacją sztuki autorstwa Andrzeja Jareckiego.
Film zrealizowano w plenerach Walewic (zwłaszcza w pałacu Walewskich), a także w Jabłonnie i w Warszawie.

## Treść
Akcja filmu toczy się w dwóch planach: współczesnym i historycznym. Do Warszawy przyjeżdża na stypendium młody francuski filolog języka polskiego. Zakochuje się w pięknej Polce, studentce historii. Na ścianie pałacu w Walewicach wiszą portrety Napoleona Bonaparte i szambelanowej Marii Walewskiej, wielkiej miłości cesarza, wykorzystującej jego względy do wstawienia się za ojczyznę. Para współczesnych bohaterów dostrzega swoje uderzające podobieństwo do postaci historycznych i w wyobraźni parokrotnie przenosi się w czasy napoleońskie, gdzie wciela się w rolę Napoleona i pani Walewskiej.

## Obsada aktorska
- Beata Tyszkiewicz − Maria Walewska / Marysia
- Gustaw Holoubek − Napoleon Bonaparte / Napoleon Beranger
- Juliusz Łuszczewski − szambelan Anastazy Walewski / wuj Marysi, kierownik stadniny w Walewicach
- Halina Kossobudzka − księżna Jabłonowska, siostra Walewskiego
- Andrzej Zaorski − Porajski / kolega Marysi
- Ignacy Machowski − Geraud Duroc
- Anna Ciepielewska − pokojówka pani Walewskiej / panna Marta
- Ewa Krasnodębska − Anetka Potocka
- Kazimierz Rudzki − Talleyrand
- Bogumił Kobiela − Michel, kamerdyner Walewskiego / Michał
- Wieńczysław Gliński − Paweł Łączyński, brat Walewskiej
- Władysław Krasnowiecki − Stanisław Małachowski
- Saturnin Żórawski − Constant, lokaj Bonapartego
- Zdzisław Maklakiewicz − książę Józef Poniatowski
- Barbara Horawianka − królowa Luiza Pruska
- Renata Kossobudzka − Chodkiewiczowa
- Krzysztof Kowalewski − oficer
- Marian Kociniak − oficer, strażnik przed pałacem
- Krzysztof Chamiec − oficer pojedynkujący się z Łączyńskim
- Zbigniew Józefowicz − ogrodnik